# Sylvain Marveaux
Sylvain Marveaux (Vannes, 15 aprile 1986) è un ex calciatore francese, di ruolo centrocampista.

## Carriera

### Rennes
Cresce calcisticamente in patria nel Rennes e dal 2006 al 2011 colleziona 102 presenze in campionato condite da 16 gol.

### Newcastle
Il 18 giugno 2011 viene acquistato a parametro zero dagli inglesi del Newcastle Utd. Qui in 3 stagioni gioca 38 partite e segna un gol.

### Prestito al Guingamp e ritorno al Newcastle
Il 22 luglio 2014 passa in prestito al Guingamp, squadra militante in Ligue 1. Al termine della stagione fa ritorno al Newcastle, che in campionato non lo utilizzerà mai.

### Lorient
Il 15 luglio 2016 dopo esser andato in scadenza di contratto col Newcastle, firma un contratto annuale con il Lorient. Sceglie di indossare la maglia numero 10.